# Dracophyllum oceanicum
Dracophyllum oceanicum  es una especie de planta fanerógama perteneciente a la familia Ericaceae. Es originaria Nueva Gales del Sur.

## Descripción
Es un arbusto que alcanza un tamaño de 0,4-2 (-2.5) m de altura, glabra, que van desde bajo y ± postrado a robusto y erecto a extendido (en las posiciones más protegidas), a menudo ramificado extensivamente cerca de la base.
Las hojas generalmente  de 40 cm por debajo del ápice, erguida  y que llega a convertirse recurvada, revestimiento en la base; vaina de color verde-marrón a marrón o de color de ante pálido, de 12-17 mm de largo, 14-21 mm de ancho, por lo general se reduse gradualmente en lámina, ocasionalmente ovadas o con ligero hombro; lámina coriácea, generalmente verde bronceado, más pálido en el envés, linear-triangular, de (90 -) 150-200 (-230) mm de largo, (9 -) 10-15 (-18) mm de ancho, plana a ligeramente cóncava; punta roma y frecuentemente roto.
La inflorescencia es terminal,  con  20-30 flores. Las brácteas coriáceas, de color marrón (a veces blanquecina en la base, de color rosa en todo o con una punta de color rosa, convirtiéndose en marrón con la edad), triangular,de 65 mm de largo y 15 mm de ancho en la base de la inflorescencia al c. 10 mm de largo y 1.5 mm de ancho, lo distal cóncava vaina y bien desarrollado, ciliolada margen hacia la base o liso, punta obtusa.  Corola de color blanquecino. Fruta marrón, más corta que el cáliz; estilo persistente, semillas no observadas.

## Taxonomía
Dracophyllum oceanicum  fue descrita por E.A.Br. & N.Streiber y publicado en Telopea 8: 396. 1999.
Etimología
Dracophyllum: nombre genérico que deriva de su extraña apariencia, casi prehistórica.
oceanicum: epíteto geográfico que alude a su cercanía del Océano.